# تسوستا
تسوستا (انگلیسی: Txusta؛ زادهٔ ۳۰ آوریل ۱۹۸۶) بازیکن فوتبال اهل اسپانیا است.
از باشگاه‌هایی که در آن بازی کرده‌است می‌توان به باشگاه فوتبال ایبار اشاره کرد.